# Artrită
Artrita[A] este o stare patologică ce este caracterizată de inflamație articulară, fenomen de obicei acompaniat în mod variabil de cele 5 semne celsiene[B]: durere, tumefacție, temperatură locală crescută, înroșirea tegumentelor periarticulare și limitarea funcției articulației implicate. 
Etimologie: 
- din grecescul arthron - articulație[1]
- cu ajutorul sufixului -ită - sufix care indică o afecțiune caracterizată de inflamație[2]

Sub denumirea de artrită se regăsesc peste 100 de boli care implică afectarea articulațiilor și au ca efect durerea și limitarea posibilităților de mișcare.
Clasificare anatomoclinică:
- După evoluție:

- Artrite acute - debut brusc și evoluție sub 6 săptămâni
- Cronice - cu evoluție peste 6 săptămâni

- În cadrul artritelor cronice se individualizează grupul celor precoce cu o evoluție de sub 2 (pentru unele forme) - maxim 3 ani, concept legat de cel al ferestrei de oportunitate terapeutică

- După numărul articulațiilor implicate:

- Mono- o singură articulație implicată

Noțiunea de monoartrită poate include uneori o unitate anatomofuncțională ce conține mai multe articulații interdependente, cum ar fi de exemplu cele de la mână (intercarpiene) sau picior.
- Oligo- cel puțin 2, maxim 4 articulații implicate
- Poli- cel puțin 5 articulații implicate

- După repartiția articulațiilor implicate, în raport cu planul sagital:

- Simetrică
- Asimetrică

Cele mai cunoscute tipuri de artrită sunt următoarele:
- Osteoartrită (sau artroza) - afecțiune caracterizată prin degradarea cartilajului și osului subcondral, la nivelul unei articulații și care, adesea implică principalele articulații portante (șold sau genunchi)
- Artrită reumatoidă - afecțiune autoimună, în care inflamația distruge progresiv structurile articulare
- Artrită gutoasă - afecțiune cauzată de acumularea de acid uric în articulații.
- Artrită infecțioasă (sau septică) - determinată de bacterii, ricketsii, mycoplasme, viruși, fungi sau paraziți.
- Artrită idiopatică juvenilă - termen generic ce descrie diverse condiții patogene (autoimune și inflamatorii) care se întâlnesc la copii (pînă la vîrsta de 16 ani)
- Spondilartrită - termen generic ce se referă la o familie de afecțiuni inflamatorii reumatismale care se caracterizează prin afectarea în primul rând a entezelor (structurile prin care ligamentele și tendoanele se atașează de oase) și, evoluează cel mai adesea cu implicarea structurilor coloanei vertebrale.